# Камінське (заказник)
Камі́нське — гідрологічний заказник місцевого значення в Україні. Розташований у межах Носівського району Чернігівської області, на північний схід від міста Носівка. 
Площа 32 га. Статус присвоєно згідно з рішенням Чернігівського облвиконкому від 27.12.1984 року № 454; від 28.08.1989 року № 164. Перебуває у віданні ДП «Ніжинське лісове господарство» (Носівське л-во, кв. 65, 71). 
Статус присвоєно для збереження лучно-болотного природного комплексу серед лісового масиву. У деревостані переважають верба, вільха; багато чагарників.